# Жан-Андош Жюно
Жан-Андош Жюно (фр. Jean-Andoche Junot, *24 вересня 1771 —†29 червня 1813) — французький генерал часів Великої Французької революції та Першої імперії, герцог Абрантеський. Підкорив Португалію (1807).

## Біографія
Народився 1771 року у м.Бюссі-ле-Гран. Походив з родини Мішеля Жюно, землевласника-орендаря графа Буффона, та Марія-Антуанета Б'єнеме. Навчався у школі в Шатільйоні. Згодом вивчав право у Діжоні. Потім переїздить до Парижа, де бере участь у революційних подіях. У 1791 році Жан записується до національної гвардії. Відзначився у 1792 році у битві при Глізюеле. Після цього стає сержатом, бере участь в облозі Тулона у 1793 році, де знайомиться з Наполеоном Бонапартом, секретарем якого стає незабаром. За участь при взяті Тулона отримує звання лейтенанта.
Після цього відзначився при придушенні Вандем'єрського заколоту (3—5 жовтня 1795 року). Вслід за цим приєднується до Італійської армії на чолі із Бонапартом. Відзначився у боях у 1796—1797 роках, зокрема у битвах біля Лонато, Арколе, Тал'яменто, розбив папську армію у битві на річці Сенньйо. Під час участі у Єгипетській кампанії 1798—1799 років стає бригадним генералом. Він не був учасником заколоту 18 брюмера 1799 року, тому що під час повернення з Єгипту до Франції потрапив у полон до англійців. 1801 році отримує звання дивізійного генерала та посаду губернатора Парижу. У 1803 році Наполеон доручив Жюно готувати нові гренадерські корпуси у Аррасі.
Згодом виконував дипломатичне доручення Бонапарта у Португалії (березень—жовтель 1805 року). По поверненню до Франції взяв участь у війні проти Росії та Австрії, зокрема у вирішальній битві під Аустерліцом. У 1806 році очолював військове губернаторство у Парті, П'яченци, а згодом Парижу. 
1807 року Жюно очолював Жирондський корпус в ході завоювання Португалії, і 30 листопада безкровно зайняв Лісабон. За цю звитягу він отримав титул герцога Арбантеського та посаду губернатора Португалії. Втім вже у 1808 році зазнав поразки від англійських військ на чолі із Артуром Веллслі у битві при Вімейро. після цього підписав конвецію у Сінтрі, згідно з якою зобов'язався залишити Португалію.
Незабаром, у 1809 році, Жан Жюно входить до складу великої армію у кампанії проти Австрії. У 1810 році знову повертається на Піренейський півострів. Тут він з перемінним успіхом воював в Іспанії та Португалії. Зрештою, у 1811 році, французькі війська зазнали поразки й Жюно повернувся до Франції.
Жан Жюно актвино брав участь у військовій кампанії 1812 року проти Росії. Спочатку командував 2-м італійським корпусом, а згодом 8-м корпусом великої армії. Відзначився у битвах під Смоленськом та Бородино. Після залишення Москви відчайдушно відбивав напади російських військ, але у битві біля с. Красне 15—18 листопада його корпус було знищено. Втім Жюно зміг повернутися до Франції лише у 1813 році. Того ж року призначається губернатором Істрії, Далмації, Рагузи й Венеції. Але незабаром пішов у відставку за станом здоров'я. Погіршення стану здоров'я призвело до божевілля Жюно, який під час чергового приступу викинувся з вікна й незабаром після цього 29 червня 1813 року помер.

## Родина
Дружина — Лаура Пермон (1784—1838)
Діти:
- Жозефіна (1802—1888)
- Констанція (1803—1881)
- Луї Наполеон Андош (1807—1851)
- Андош-Альфред-Мішель (1810—1859)